# Jänta å ja
Jänta å ja' är en värmländsk folkvisa upptecknad av Fredrik August Dahlgren. Den är vanlig som danslek runt julgranen och midsommarstången i Sverige.
Den spelades in på skiva 1904., och har även spelats in på engelska, under titlar som "My Girl and I", "Me and My Gal", samt "Midsummer Eve". Sven-Ingvars spelade in låten på en skiva 1966.